# Saison 6 de Danse avec les stars
 (septembre 2021).
La sixième saison de l'émission française de divertissement Danse avec les stars a été diffusée du 24 octobre 2015 au 23 décembre 2015 sur TF1. Elle a été animée par Sandrine Quétier et Laurent Ournac.
L'émission a été remportée par le chanteur Loïc Nottet, aux côtés de la danseuse Denitsa Ikonomova.

## Participants
Lors de cette saison 6 de Danse avec les stars, 10 couples formés d'une star et d'un danseur professionnel se sont affrontés. Il y avait 10 célébrités : 5 hommes et 5 femmes, soit une célébrité de moins que lors de la saison précédente.
| Personnalité      | Occupation                       | Partenaire            | Statut                        |
| ----------------- | -------------------------------- | --------------------- | ----------------------------- |
| Loïc Nottet       | chanteur                         | Denitsa Ikonomova     | Vainqueur le 23 décembre 2015 |
| Priscilla Betti   | chanteuse, comédienne            | Christophe Licata     | Deuxième le 23 décembre 2015  |
| Olivier Dion      | chanteur, comédien               | Candice Pascal        | Troisième le 23 décembre 2015 |
| EnjoyPhoenix,     | youtubeuse                       | Yann-Alrick Mortreuil | éliminée le 18 décembre 2015  |
| Véronic DiCaire,  | imitatrice, chanteuse            | Christian Millette    | éliminée le 12 décembre 2015  |
| Fabienne Carat    | comédienne                       | Julien Brugel         | éliminée le 12 décembre 2015  |
| Vincent Niclo     | chanteur                         | Katrina Patchett      | éliminé le 28 novembre 2015   |
| Sophie Vouzelaud, | 1re dauphine de Miss France 2007 | Maxime Dereymez       | éliminée le 21 novembre 2015  |
| Thierry Samitier  | comédien                         | Emmanuelle Berne      | éliminé le 6 novembre 2015    |
| Djibril Cissé,    | footballeur                      | Silvia Notargiacomo   | éliminé le 31 octobre 2015    |

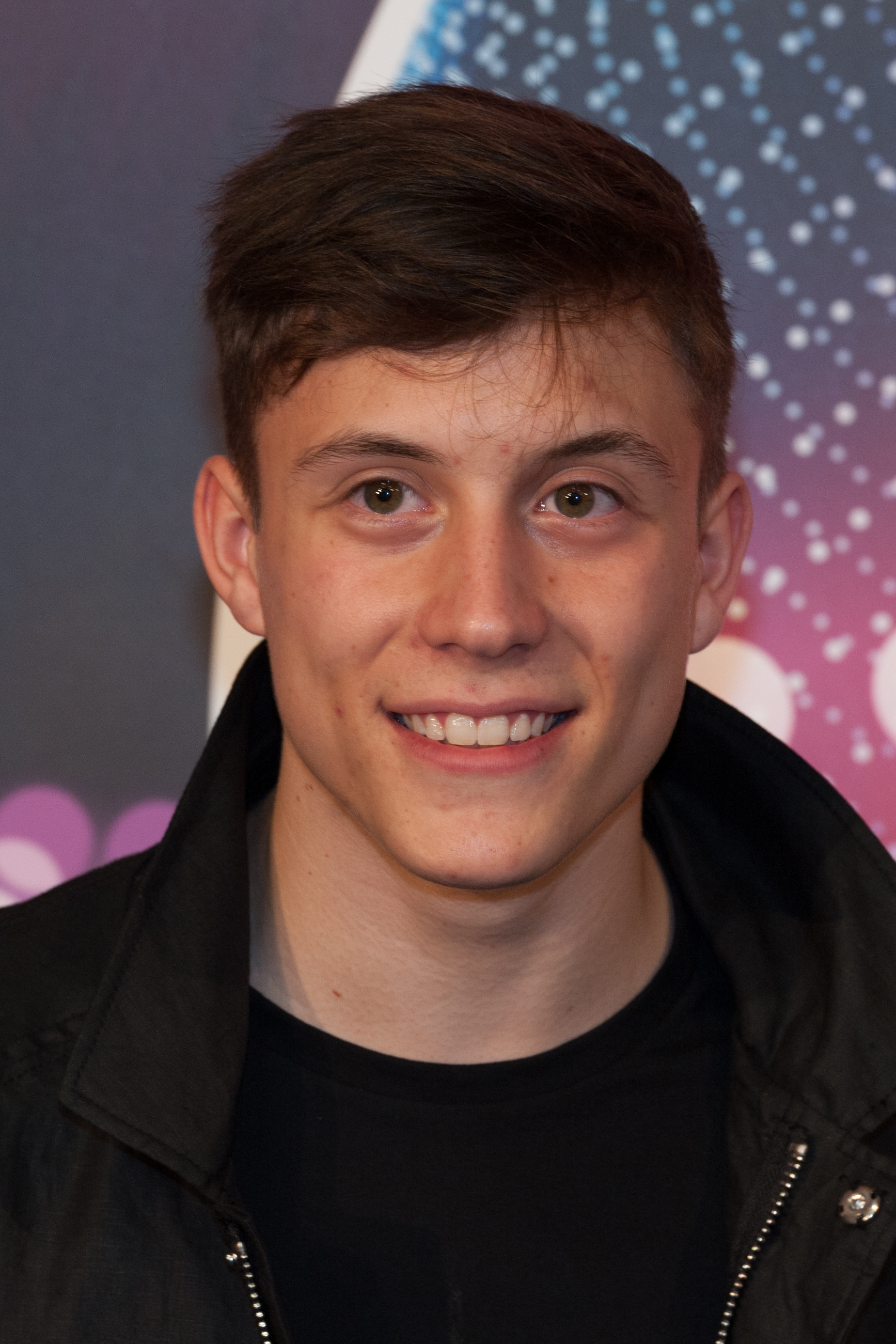
Loïc Nottet
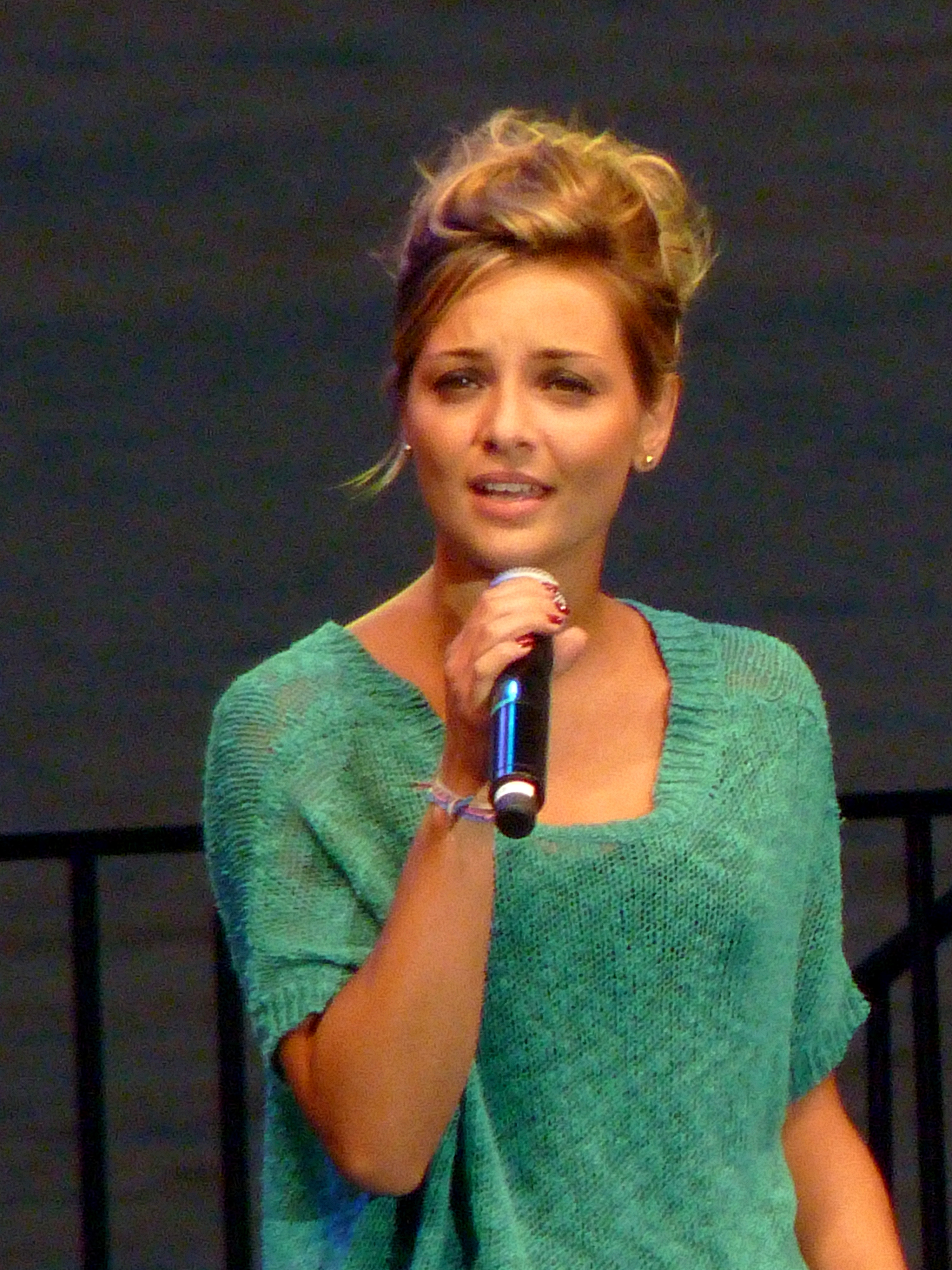
Priscilla Betti
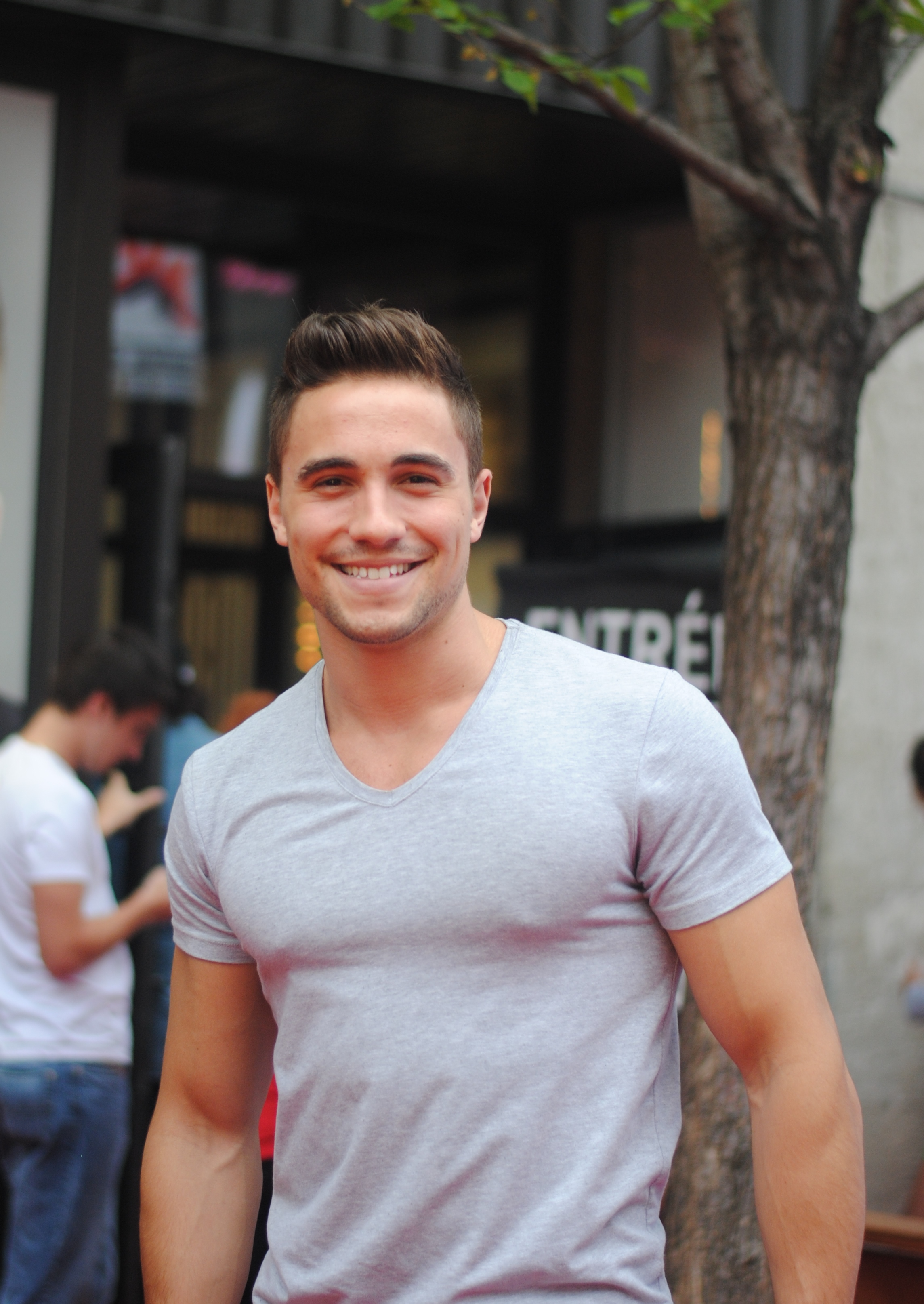
Olivier Dion
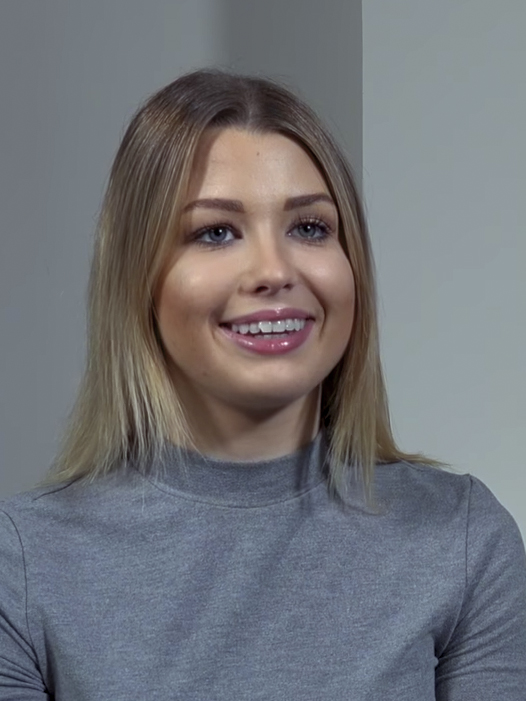
EnjoyPhoenix
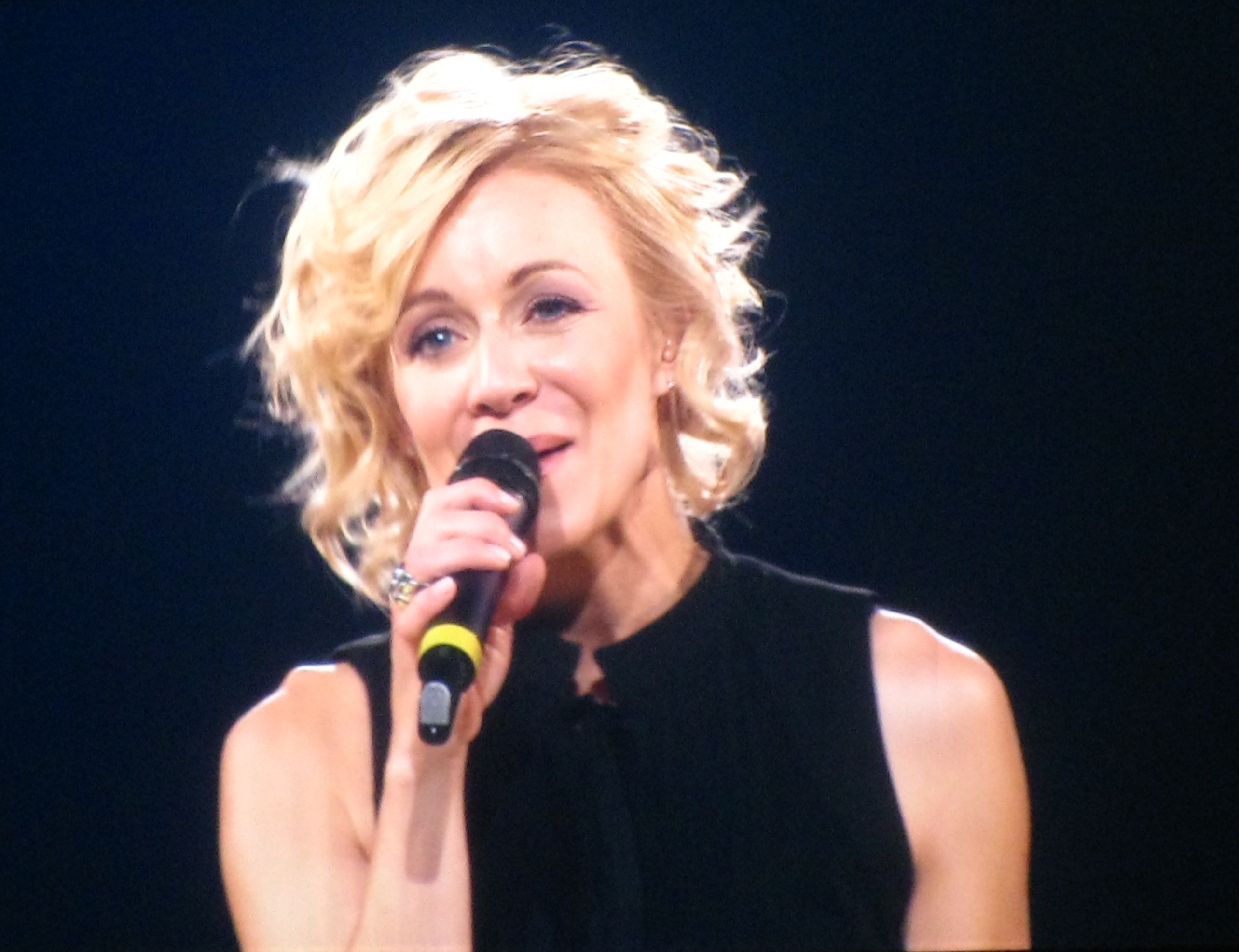
Véronic DiCaire
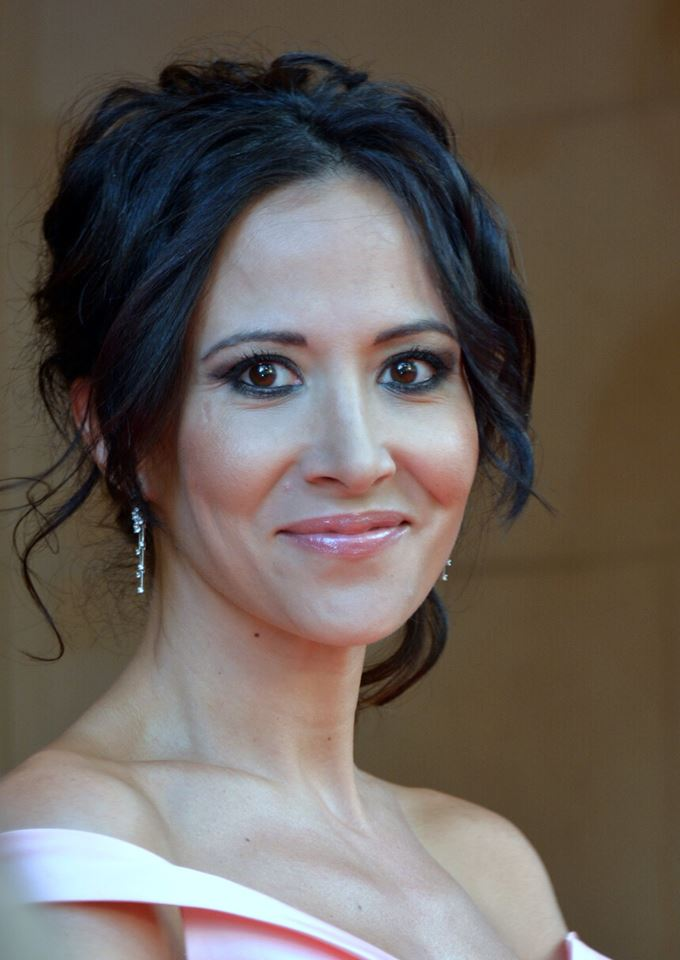
Fabienne Carat
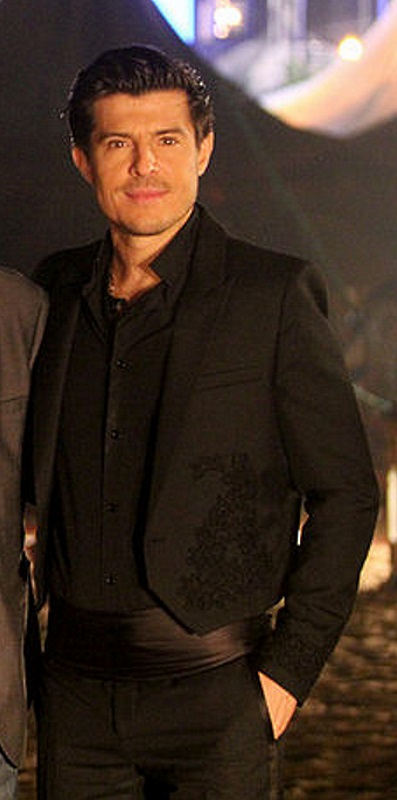
Vincent Niclo
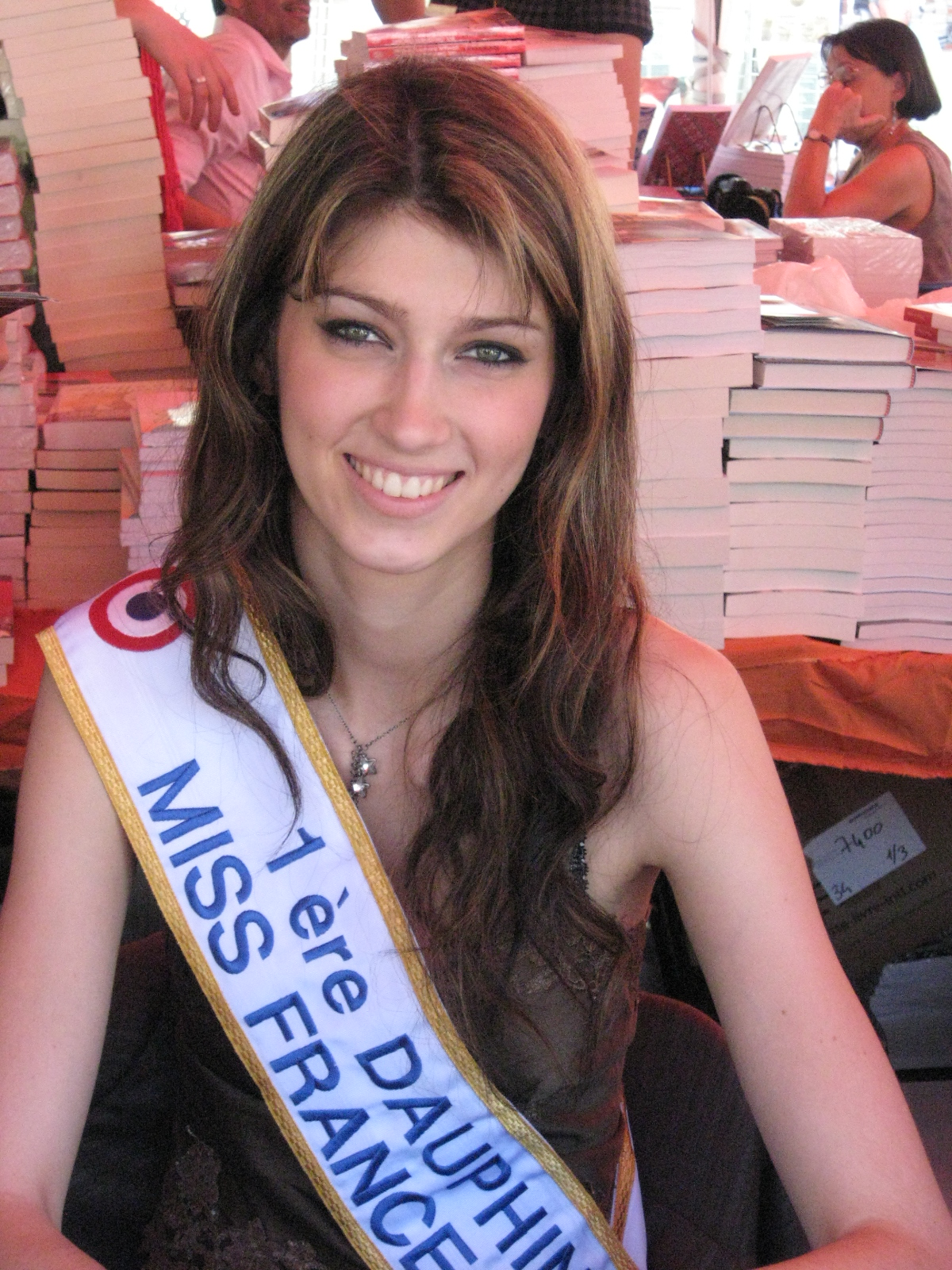
Sophie Vouzelaud
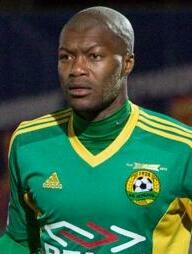
Djibril Cissé

## Invités musicaux
- 6 novembre 2015 :
  - Sabrina : Boys (Summertime Love) (dansé par Denitsa Ikonomova, Katrina Patchett, Maxime Dereymez, Christian Millette, Christophe Licata, Silvia Notargiacomo, Candice Pascal, Yann-Alrick Mortreuil, Emmanuelle Berne et Julien Brugel).
  - Patrick Hernandez : Born to Be Alive (dansé par Jean-Marc Généreux, Denitsa Ikonomova, Katrina Patchett, Maxime Dereymez, Christian Millette, Christophe Licata, Silvia Notargiacomo, Candice Pascal, Yann-Alrick Mortreuil, Emmanuelle Berne, Julien Brugel, Coralie Licata et Laurent Ournac).
- 21 novembre 2015 :
  - La troupe de la comédie musicale La Légende du roi Arthur.
- 5 décembre 2015 :
  - M. Pokora : Avant nous (dansé par Katrina Patchett, Yann-Alrick Mortreuil, Christophe Licata, Coralie Licata).
- 12 décembre 2015 :
  - Kendji Girac : Andalouse, Me Quemo et Les Yeux de la mama (dansé par Fauve Hautot, Guillaume Foucault, Silvia Notargiacomo, Maxime Dereymez, Julien Brugel, Coralie Licata, Yann-Alrick Mortreuil, Candice Pascal, Katrina Patchett, Christophe Licata, Denitsa Ikonomova).
- 18 décembre 2015 :
  - David Guetta : Hey Mama et Bang My Head (dansé par Fauve Hautot, Katrina Patchett, Emmanuelle Berne, Silvia Notargiacomo, Maxime Dereymez, Julien Brugel, Christian Millette et Guillaume Foucault).
- 23 décembre 2015 :
  - Vincent Niclo : All by Myself.
  - Shy'm : Il faut vivre.

## Candidats
Comme chaque année, les fausses rumeurs sont allées bon train quant aux célébrités susceptibles de participer à la nouvelle saison : Igor et Grichka Bogdanoff, Victoria Silvstedt, Amélie Neten, Benoît Dubois, Pauline et Anggun. Karine Ferri, qui devait, quant à elle, effectivement prendre part à cette saison, a dû se désister car elle attendait un bébé (elle participera finalement à la saison 7).

### Déroulement
L'émission a vu des changements quant à son déroulé et aux épreuves : un prime annulé (semaine 4) en raison des attentats du vendredi 13 novembre 2015 en France, absence de Marathon de la danse, pas de face-à-face traditionnel en fin de prime à l'exception de la demi-finale, pas de mégamix en finale, et des notes records.
Le prime no 3 a été diffusé le vendredi 6 novembre 2015, en raison de la cérémonie des NRJ Music Awards 2015 retransmise le lendemain.
Le prime no 4 a été annulé, en raison des attentats du vendredi 13 novembre 2015 en France, veille de la diffusion prévue.
Le prime no 9 (demi-finale) a été diffusé le vendredi 18 décembre 2015, en raison de l'élection de Miss France 2016, retransmise le lendemain.
Le prime no 10 (finale) a été diffusé le mercredi 23 décembre 2015, le samedi suivant étant le jour de Noël.

## Autour de l'émission

### Présentation

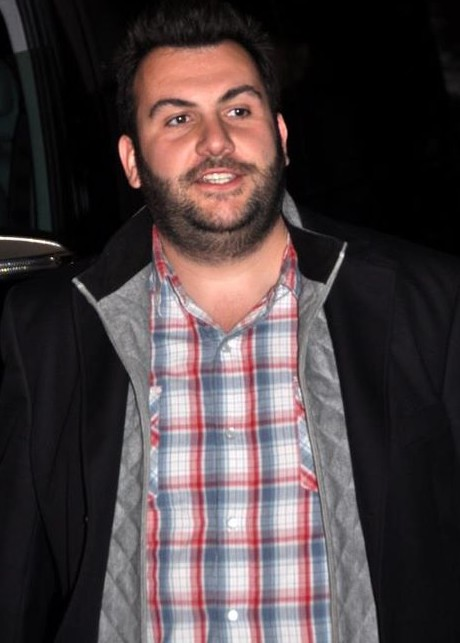
Laurent Ournac

Pour cette saison, Sandrine Quétier a remplacé Vincent Cerutti pour les commentaires post-prestations. Laurent Ournac a quant à lui pris la place de Sandrine Quétier dans la Red Room. Laurent Ournac avait participé à l'émission en tant que candidat en 2013 lors de la saison 4 ; associé à Denitsa Ikonomova, il avait terminé cinquième.

### Candidats
Avec quarante-trois notes 10 obtenues tout au long de la saison, Loïc Nottet est à ce jour (9 mai 2025) le meilleur candidat de l'émission, toutes saisons confondues. Il est égalé par Lénie, gagnante de la saison 14, qui, bien qu'ayant obtenue moins de 10 que Loïc Nottet (notamment dû au fait que la distinction entre les notes artistiques et techniques a disparue), a une moyenne de notes un peu supérieure à la sienne.                                                               Il a notamment obtenu la note maximale de 160 lors de la finale, ce qui constitue une première dans l'émission. Il a également été le finaliste à avoir été vainqueur avec le plus grand pourcentage de voix du public (68 %, face à Priscilla Betti, 32 %) pendant 10 ans, jusqu'à la victoire de Lénie (69% des voix) face à Florent Manaudou (31% des voix) en 2025.
Sa prestation de danse contemporaine sur la chanson Chandelier de Sia en semaine 5 (réitérée en semaine 10 lors de la finale) reste aujourd'hui l'une des performances les plus mémorables de l'histoire de Danse avec les stars. Six ans après la finale, plusieurs articles de presse signalent en octobre 2021 que la vidéo sur YouTube de la prestation de Loïc Nottet sur Chandelier de Sia Furler, a dépassé les 96 millions de vues, devenant la vidéo la plus vue de l'histoire de l'émission, toutes éditions internationales confondues, et Camille Combal en fera également mention dans la saison qui suivra.
A contrario, Thierry Samitier s'est vu attribuer la pire note en six saisons : 2/10 (par Jean-Marc Généreux en semaine 3), déjà donnée en saison 1 à Marthe Mercadier par Chris Marques.
Loïc Nottet, 19 ans au moment de son passage dans l'émission, est alors le benjamin des candidats de Danse avec les stars, toutes saisons confondues, détrônant à ce titre Bastian Baker, qui avait 21 ans lors de la saison 3 ; il sera détrôné par Lenni-Kim, 16 ans lors de la saison 8, Wejdene, 16 ans également lors de la saison 11 et Jungeli, 16 ans aussi lors de la saison 14.

### Jury

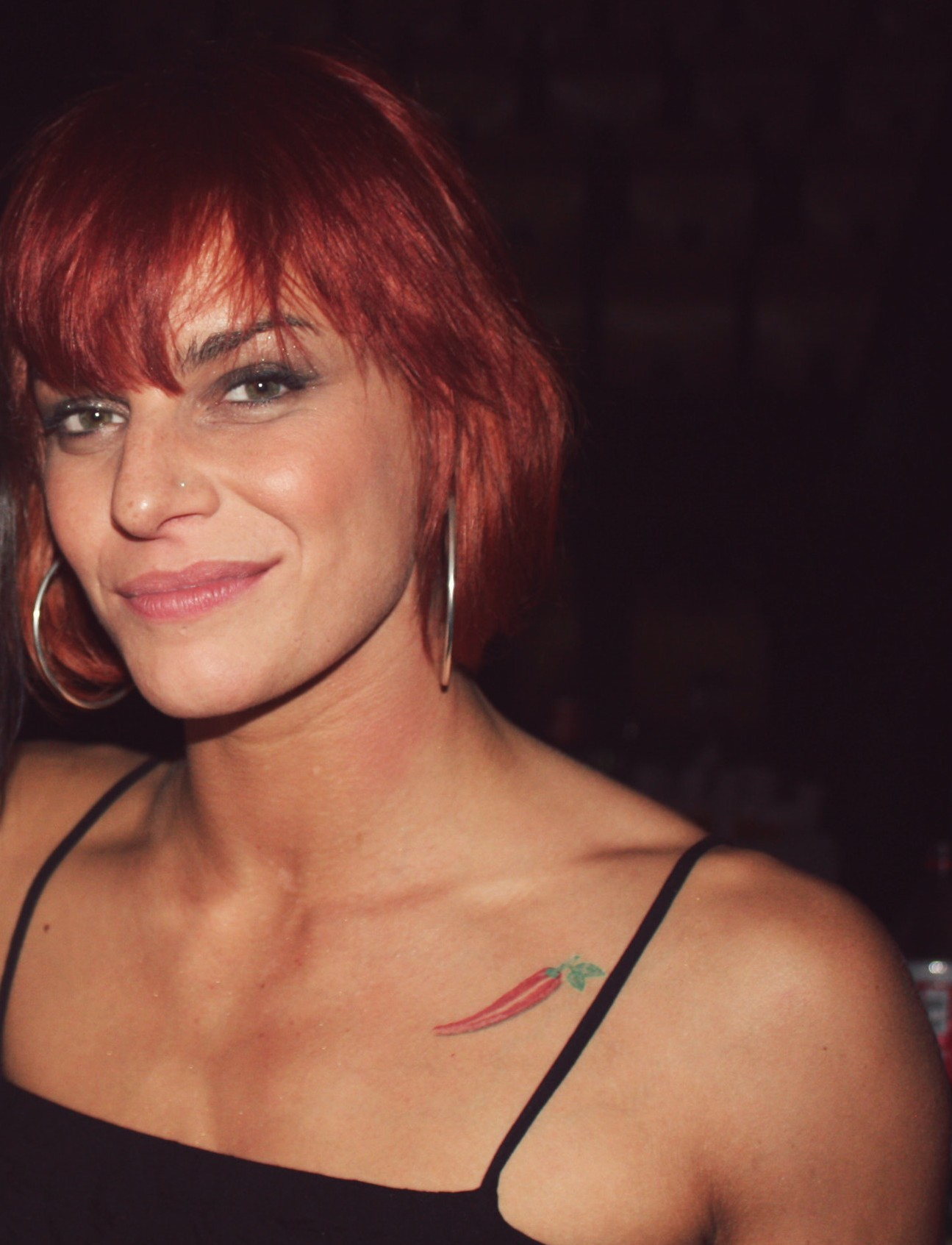
Fauve Hautot

Le jury de cette sixième édition a également évolué : si Jean-Marc Généreux, Marie-Claude Pietragalla et Chris Marques ont rempilé, Fauve Hautot, danseuse du programme depuis la première saison, a intégré le jury en remplacement de M. Pokora.

### Danseurs professionnels
Côté partenaires professionnels, on note l'arrivée d'une nouvelle danseuse, Emmanuelle Berne, le retour de Yann-Alrick Mortreuil (absent lors de la saison précédente), et l'absence de Grégoire Lyonnet et de Guillaume Foucault.
Denitsa Ikonomova remporte la compétition pour la deuxième fois, qui plus est consécutivement (saison 5 avec Rayane Bensetti, saison 6 avec Loïc Nottet) (elle remportera également la saison 7 en décembre 2016 avec Laurent Maistret, et la saison 9 en décembre 2018 avec Clément Rémiens). Christophe Licata, lui, termine à la seconde place pour la troisième fois (saisons 3, 5 et 6).

### Danse
Un nouveau style de danse a fait son apparition dans l'émission lors de cette saison : le mambo.

### Déroulement
L'émission a vu des changements quant à son déroulé et aux épreuves : un prime annulé (semaine 4) en raison des attentats du vendredi 13 novembre 2015 en France, absence de Marathon de la danse, pas de face-à-face traditionnel en fin de prime à l'exception de la demi-finale, pas de mégamix en finale, et des notes records.

### Tournée
Une tournée dans toute la France a eu lieu du 9 janvier au 5 mars 2016.